# Drankin’ Patnaz
Drankin’ Patnaz – drugi studyjny album grupy YoungBloodZ. Został wydany 26 sierpnia 2003 roku.

## Lista utworów
1. "Intro" – 1:30
2. "Damn!" (featuring Lil Jon) – 4:59
3. "Whatchu Lookin' At" – 4:58
4. "Sean Paul (Get 'Em Crunk)" – 3:53
5. "Hustle" (featuring Killer Mike) – 4:25
6. "Cadillac Pimpin'" – 4:10
7. "Oozie 1" – 0:54
8. "Mudd Pit" – 3:35
9. "My Automobile" – 3:12
10. "Lane to Lane" – 4:10
11. "Tequila" – 5:02
12. "Skit #2" – 0:48
13. "Drankin’ Patnaz" – 4:22
14. "Mind on My Money" (featuring Jazze Pha) – 4:42
15. "Lean Low" (featuring Backbone) – 3:55
16. "No Average Playa" – 4:50